# Entogonia spitzi
Entogonia spitzi là một loài bướm đêm trong họ Geometridae.